# Alcantarilla
Alcantarilla là một đô thị ở phía đông nam Tây Ban Nha, ở Cộng đồng tự trị của Vùng Murcia. Đô thị này cách thủ phủ vùng 7 km và được bao bọc quanh bởi các "pedanías" (các quận vệ tinh) của Murcia như Sangonera La Seca, San Ginés, Nonduermas, Puebla de Soto, La Ñora, Javalí Viejo và Javalí Nuevo.
Thị xã này nằm ở một khu vực đồng bằng thấp màu mỡ với nhiều vườn cây ăn quản trong các thung lũng sông Segura.